# Madden NFL 13
Madden NFL 13 är ett amerikanskt fotbollsspel baserat på National Football League, publicerad av EA Sports och utvecklad av EA Tiburon. EA:s chefskreativa officer, Richard Hilleman, sa att försvar skulle få olika förändringar i mekanik och kontroller, en av de första kända förändringarna i spelet.  Som en del av Madden NFL-serien släpptes spelet under 2012. För första gången i serien släpptes spelet officiellt i Brasilien på grund av den explosiva tillväxten av sporten i landet. Madden spel som släpptes på Wii, den första och enda som släpptes på Wii U, och den sista i serien som är tillgänglig för icke-mobila handhållare och Nintendo-system. Det var det första spelet i serien sedan Madden NFL 2002 inte hade EA Trax och hade istället bara instrumentalmusik, som möttes med kritik.